# Fiorella Cova
Fiorella Cova (Milano, 23 settembre 1936) è una ballerina italiana.

## Biografia
Fiorella Cova studia alla Scuola di Ballo del Teatro alla Scala di Milano sotto la guida di Ettorina Mazzuchelli. Si diploma nel 1954 assieme a Carla Fracci ed entra nel Corpo di Ballo del Teatro alla Scala. Nel 1962 viene nominata prima ballerina interprete.
Ballerina espressiva ed elegante, interpreta molti ruoli del repertorio ottocentesco (La Sylphide) e del ‘900 (Serenade di George Balanchine). La si ricorda, inoltre, ne Il principe delle Pagode (1956/57), coreografia di John Cranko; Le donne di buon umore (1960/61), coreografia di Luciana Novaro; Balletto imperiale (1961/62) su coreografia di George Balanchine e Luciana Novaro; Il lago dei cigni (1964) in Danza russa con Luciana Savignano, Aida Accolla e Liliana Cosi nel ruolo dei Cigni; La bella addormentata nel bosco (1965/66), coreografia di Marius Petipa; Lo schiaccianoci (1969/70). 
Sposata con Mario Pistoni , interpreta diversi balletti creati dal marito tra cui La strada nel ruolo di Gelsomina (Oriella Dorella in una intervista narra di essersi innamorata del personaggio di Gelsomina assistendo ad una interpretazione della Cova); Elegia (1968) con Mario Pistoni e Elettra Morini su musica di Aleardo Ambrosi e testi poetici di Rafael Alberti; Una vita (1973/74).
Si ritira dalla danza nel 1980.